# 豊田村 (千葉県長生郡)
豊田村（とよだむら）は、千葉県長生郡（長柄郡）にかつて存在した村である。現在の茂原市の中部に位置している。
村名は一宮川支流の豊田川に由来する。茂原市立豊田小学校などにその名をとどめる。

## 沿革
- 1889年（明治22年）4月1日 - 町村制施行により長尾村、渋谷村、腰当村、小林村、大登村、北塚村が合併して長柄郡豊田村が発足。
- 1897年（明治30年）4月1日 - 長柄郡、上埴生郡が統合されて長生郡となる。
- 1952年（昭和27年）4月1日 - 茂原町、東郷村、二宮本郷村、鶴枝村、五郷村と合併し、茂原市を新設。同日豊田村廃止。

## 交通

### 鉄道
- 国鉄（現JR東日本）
  - 房総東線（現外房線）：村域内を通過しているが、駅は存在しなかった。

合併後の1955年に開業した新茂原駅が村域内に所在する。

### 道路
- 現在の国道128号（合併翌年の1953年に制定）